# ジリアン・トルネス
- ジリアン・トルネス
- イリアン・トルネス

ジリアン・トルネス・バルガス（Yilian Tornés Vargas、1992年2月13日 - ）は、キューバ・グランマ州ヒグアニー出身の女子ソフトボール選手（投手）。ソフトボールキューバ代表。イリアン・トルネスと表記されることもある。

## 経歴
2002年、10歳の時にソフトボールを始めた。2010年にキューバ代表に選出されて以降は、パンアメリカン大会や中央アメリカ・カリブ海大会などの主要国際大会において、同国代表の主戦投手として活躍していく。2023/24年のワールドカップでは、注目選手の1人としてWBSCに紹介された。
2019年にイタリア・セリエA1のカゼルタ・アカデミーに入団すると、チームの年間11勝のうち8勝（10敗）をあげるなどの活躍を見せた。2020年の新型コロナウイルス感染拡大を経て、2021年からは同リーグのレアヴェンドルス・カロンノでプレー。2022年、2023年には勝利数・防御率・奪三振数などでリーグトップクラスの成績を収めた。2023年シーズンは登板21試合を全て完投し、17勝（2位）・4敗・防御率0.58（1位）・奪三振228（1位）という成績を残した。
2023年の欧州カップウィナーズカップでは、グレタ・チェッケッティと共にレアヴェンドルス・カロンノの2枚エースとして7試合中4試合に登板し、チームの準優勝に貢献した。この時のチームメイトには、元日本代表の江口未来子、SGホールディングスギャラクシースターズを退団したばかりのグレタ・チェッケッティ、ベネズエラ代表のユルビー・アリカルトなどがいた。
2024年、新しく創設されたリーガ・メヒカーナ・デ・ソフトボル（LMS）のエル・アギラ・デ・ベラクルスに入団。前年12月に実施されたドラフト会議では投手全体1位での指名を受けた。1月25日に行われたスルタネス・フェメニルとの開幕試合では先発投手を務めた。

## 人物・エピソード
名前の「Yilian」は、原語での発音は「ジリアン」に近い。